# Ilan Sheinfeld
Ilan Sheinfeld (1960) é um poeta, novelista e dramaturgo israelense que escreve em hebraico. Sheinfeld é abertamente homossexual, e vários dos seus poemas tocam neste assunto.